# Пилецкая, Татьяна Львовна
Татьяна Львовна Пиле́цкая (урожд. Урлауб, род. 2 июля 1928, Ленинград, СССР) — советская и российская актриса. Народная артистка Российской Федерации (1999).

## Биография
Родилась 2 июля 1928 года в Ленинграде в семье инженера-химика немца Людвига Львовича (Людвиговича) Урлауба (1893—1973) и Евгении Давидовны Урлауб (1895—1959), домохозяйки. Старший брат Владимир (1921—1941, погиб на фронте).

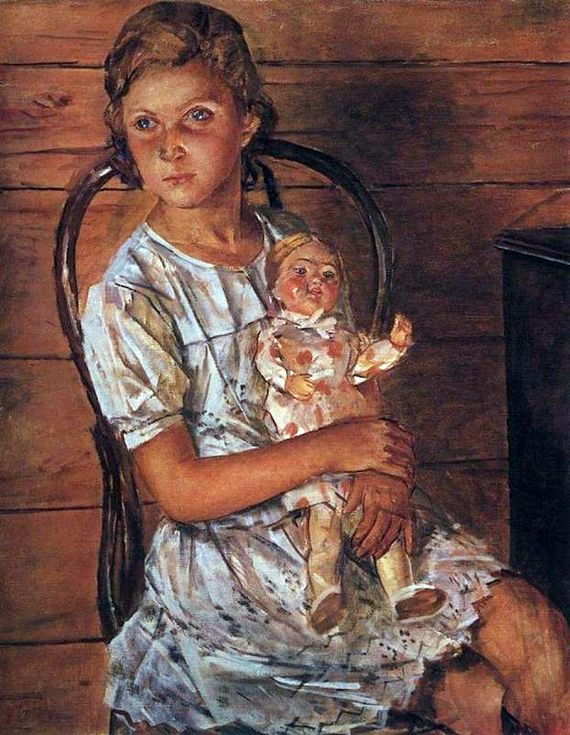
Портрет Пилецкой в возрасте 9 лет («Девочка с куклой», 1937) кисти Кузьмы Сергеевича Петрова-Водкина

Крёстным отцом Татьяны Пилецкой был художник Кузьма Сергеевич Петров-Водкин. Когда девочке было девять лет, художник написал её портрет. Картина получила название «Девочка с куклой» («Портрет Татули»). Он хранится в коллекции Художественного музея Куму в Таллине (Эстония).
Когда Татьяна Урлауб училась в Вагановском училище, её запечатлел в фарфоровой фигурке Ломоносовского завода скульптор Алексей Фёдорович Пахомов. Фигурка балерины хранится в Русском музее.
В 1945 году окончила Ленинградское хореографическое училище имени А. Я. Вагановой, затем училась в студии ленинградского Большого драматического театра имени М. Горького (мастерская Ольги Георгиевны Казико). После окончания войны Татьяна Пилецкая с матерью вернулась в Ленинград. В 1943 году Л. Л. Урлауб был депортирован как немец в Краснотурьинск, где проживал на поселении. Здесь он пробыл до 1958 года. Был реабилитирован посмертно в 1998 году.
В 1945—1948 годах была актрисой эстрады и Ленинградского театра музыкальной комедии, а также актрисой киностудии «Ленфильм» и театра «Патриот», одновременно работая в танцах в Высшем военно-морском инженерном училище имени Ф. Э. Дзержинского.
Благодаря режиссёру Козинцеву, давшему ей роль Даши Севастопольской в фильме «Пирогов», актрису заметили, и после неё она стала получать другие приглашения на роли.
После перерыва в съемках в 1970-х годах в советское кино Татьяна Пилецкая вернулась в новом амплуа в 1980-х. У режиссёра Яна Фрида она снялась в трёх картинах: «Зелёная карета», «Прощание с Петербургом» и «Сильва».
В период с 1962 по 1990 год Пилецкая была актрисой Ленинградского театра имени Ленинского комсомола (ныне — театр «Балтийский дом»). С 1990 по 1995 год служила в Санкт-Петербургском драматическом театре «Патриот» РОСТО. В 1996 году вернулась в театр «Балтийский дом». Также играла в Санкт-Петербургском театре «Приют комедианта» и Санкт-Петербургском театре имени Андрея Миронова.
7 сентября 2018 года в её родном театре состоялась премьера спектакля «Ма-Мурэ» по пьесе Жана Сармана, где у Пилецкой главная роль.
21 сентября 2018 года в «Балтийском доме» прошёл юбилейный вечер Пилецкой.
Актриса — автор книг «Серебряные нити» (1998), «Хрустальные дожди» (2005), «Да, у всех судьбы разные, или Биографические эскизы» (2009), «Всегда с Вами» (2016), «Навстречу ветру» (2019). Пишет стихи.

## Семья
Прапрапрабабушка — Луиза Графемус-Кессених (1786—1852), женщина-офицер, участница войны с Наполеоном 1812—1815 годов, прусский уланский вахмистр. В тогдашних газетах её называли «второй Дуровой»
Бабушка по отцу (внучка Луизы Графемус-Кессених) — Екатерина Николаевна Урлауб (Кессених; (1861—1941, умерла в блокаду), владела в свое время домом в Петербурге на Таврической улице. Дед по отцу — Людвиг Федорович Урлауб (1853—1895). В семье было трое детей — Владимир, Лидия и Людвиг.
Второй раз вышла замуж за Евгения Карловича Гамдорфа (1853—1901).
Брат деда — Егор Федорович Урлауб, художник, был дружен с Ильей Репиным, с которым вместе учился в Императорской академии художеств.
Отец — Людвиг Львович Урлауб (1895—1973), инженер-химик, работал на заводе «Фармакон», из-за немецкого происхождения в начале войны был выслан из Ленинграда. Мать — Евгения Давыдовна Урлауб.
Брат — Владимир Людвигович Урлауб (1921—1941), окончил архитектурное училище, погиб на фронте летом 1941 года.
Крёстный отец — Кузьма Сергеевич Петров-Водкин (1878—1939), живописец, писатель, педагог. Когда Татьяне Урлауб было девять лет, он написал её портрет «Девочка с куклой» («Портрет Татули»).

Первый супруг (с 1946 по 1961) — Константин Пилецкий (1925—2014), военнослужащий, капитан 1-го ранга, участник Северных морских конвоев и испытаний первых атомных подводных лодок. Награжден орденами и медалями. В браке прожили 15 лет.
«Я в восемнадцать лет вышла замуж. Когда мы учились в хореографическом училище, то по вечерам бегали в Военно-морское инженерное училище, где устраивались танцевальные вечера. Так, практически все девушки нашего учреждения выскочили замуж за курсантов. Конечно же, я не стала исключением».
Дочь — Наталья Пилецкая, окончила университет, владеет иностранными языками, работает в сфере туризма.
Состояла в отношениях с Олегом Басилашвили, что стало причиной его развода с Татьяной Дорониной в 1963 году.

Второй муж — Вячеслав Тимошин (1929—2006), народный артист РСФСР, солист Ленинградского театра музыкальной комедии.
«С Тимошиным я прожила в браке около десяти лет. Наше расставание было настолько сложным, что мне и сегодня об этом сложно вспоминать».
Третий муж — Борис Дмитриевич Агешин (1940—2018), заслуженный артист России, мим. Одно время он работал с Эдитой Пьехой и Александром Броневицким в ансамбле «Дружба». Были в браке с 1978 года до его смерти в 2018 году.
«Мы очень любили друг друга. Нас связывала не только любовь, но и понимание, и уважение, и обычная дружба. Борис был очень талантливым мимом. Я могла на него рассчитывать не только в личной жизни, но и в профессиональном направлении. Я очень благодарна Борису за то, что сделал меня очень счастливой».

## Творчество

### Театральные работы

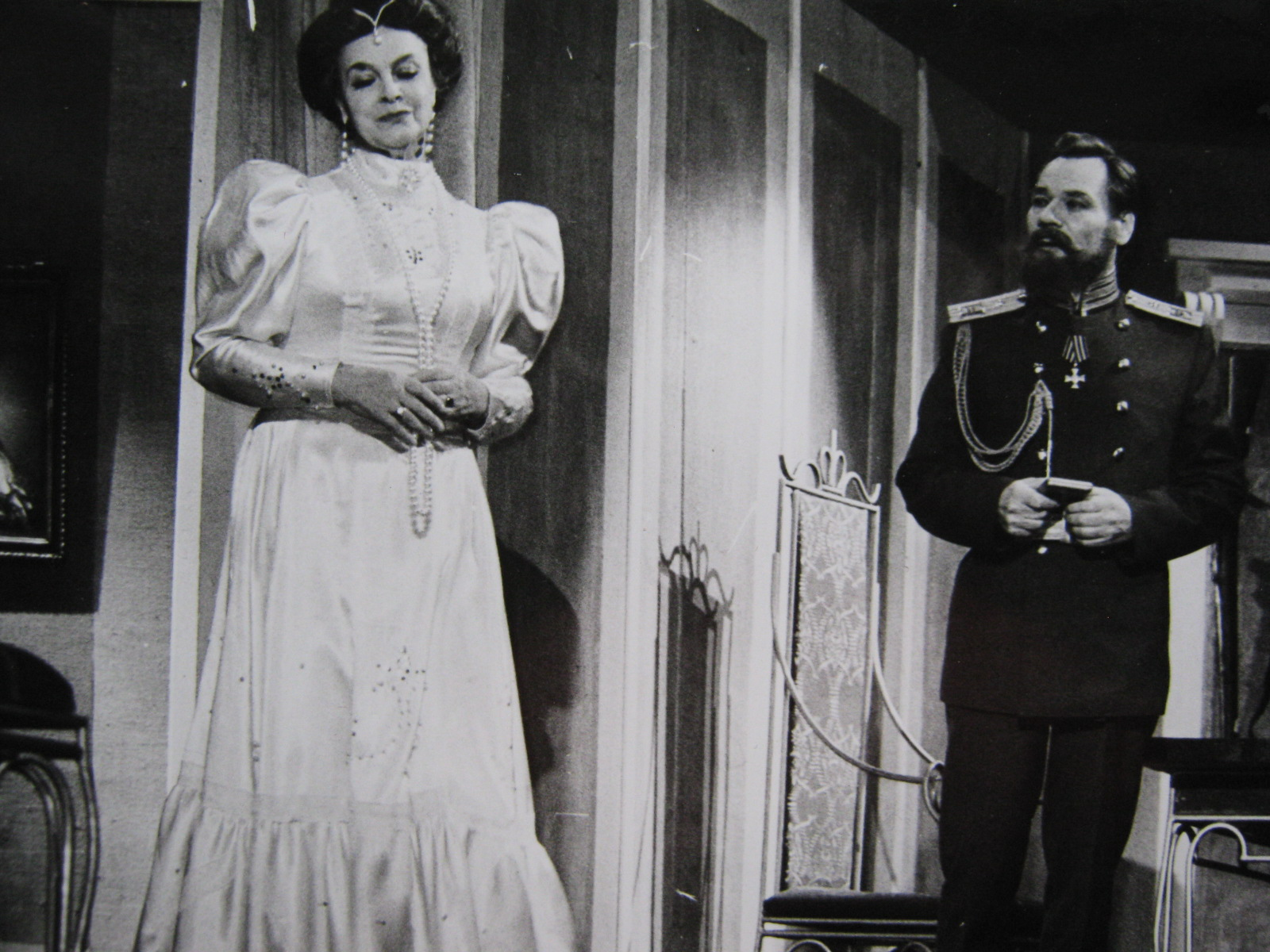
Сцена из спектакля «Гришка Распутин». Татьяна Пилецкая в роли Александры Фёдоровны, Юрий Оськин в роли Николая II, 1992

Театр «Балтийский дом» (Ленинградский государственный театр им. Ленинского комсомола)
- «Сирано де Бержерак» Э. Ростана — Роксана
- 1971 — «Три мушкетёра» А. Дюма, постановка Г. М. Опоркова — Миледи
- «Бесприданница» А. Н. Островского — Огудалова
- «Трёхгрошовая опера» Б. Брехта — Дженни-Малина
- «Ревизор» Н. В. Гоголя — Анна Андреевна
- «Три товарища» Э. М. Ремарка — Фрау Залевски
- «Стеклянный зверинец» Теннесси Уильямса — Аманда Уингфилд
- «Сон об осени»
- «Игра воображения» Питер Шеффер — Летиция Дуффе
- «Процесс» по сценарию Э. Манна к фильму «Нюрнбергский процесс», постановка Г. Егорова — Эльза Линднов
- «Тамада» А. Галина, постановка Г. Егорова — Люба
- 1987 — «Женитьба Белугина» А. Н. Островского и Н. Я. Соловьёва, постановка Г. Егорова — Нина Александровна Кармина
- «Сказ о солдате и Бессмертном Кощее» В. И. Белова, постановка Г. Егорова — Смерть
- «Ванька-Каин» К. Скворцова, постановка Г. Егорова — императрица Елизавета Петровна
- 1992 — «Гришка Распутин» К. Скворцова, постановка Г. Егорова — императрица Александра Фёдоровна
- «Легенда о Ментуше» К. Скворцова, постановка Г. Егорова — мать Ментуша
- «Идеальная пара» В. С. Попова, постановка Г. Егорова — Марианна, Катька, Луиза, Дина''
- «Дорогой подарок» В. С. Попова, постановка Г. Егорова — Вера Аркадьевна
- 2012 — «Деревья умирают стоя» пьеса А. Касона, постановка А. А. Белинского — бабушка Эухения Бальбоа
- 2018 — «Ма-Мурэ», Ж. Сарман, постановка Ю. Цуркану — Ма-Мурэ
- 2019 — «Семья в подарок» по пьесе Н. Птушкиной «Пока она умирала», постановка Ю. Цуркану — Софья Ивановна
- 2023 — «Рок-н-ролл на закате»

Санкт-Петербургский театр имени Андрея Миронова
«Баба Шанель», Н. Коляда, постановка Ю. Цуркану — Ираида Семёновна
Театр «Приют комедианта»
- «Крепкий чай с бисквитным пирожным» (по С. Моэму «Театр») — Джулия Ламберт
- «Заноза» Ф. Саган — Элизабет

### Фильмография
- 1946 — Солистка балета

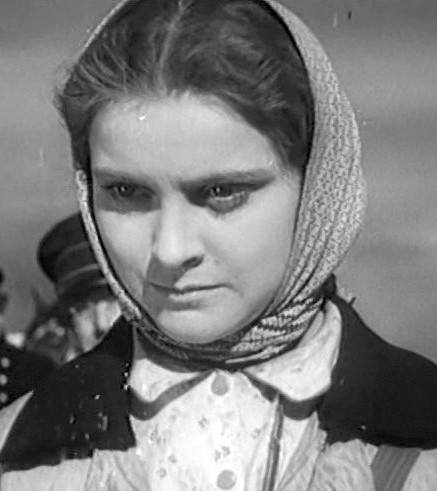
Татьяна Пилецкая в роли Даши Севастопольской в фильме «Пирогов» (1947)

- 1947 — Пирогов — Даша Севастопольская
- 1947 — Золушка — дама на балу в танце
- 1951 — Белинский — Натали Герцен
- 1952 — Римский-Корсаков — Мамонтова
- 1955 — Мать — Сашенька
- 1955 — Княжна Мери — Вера
- 1956 — Разные судьбы — Таня Огнева
- 1956 — Невеста — Надежда
- 1956 — Дело № 306 — Корнева Надежда Николаевна, эксперт-криминалист
- 1958 — Олеко Дундич — Галя
- 1958 — О моём друге — Катя
- 1959 — Мечты сбываются — Лидия, жена / Анна, дочь
- 1961 — Иду к вам — судовой врач
- 1965 — Третья молодость (фр. La Nuit des adieux) — педагог
- 1966 — Тайна пещеры Каниюта — Бородина Нина Сергеевна
- 1967 — Зелёная карета — Надежда Самсонова (прототип Надежда Самойлова)
- 1967 — День солнца и дождя — актриса
- 1971 — Прощание с Петербургом — Смирницкая Наталья Георгиевна
- 1971 — Драма из старинной жизни — женщина в сером
- 1972 — Возвращение
- 1978 — Двое в новом доме — мать Серёжи
- 1979 — Таёжная повесть — мать Эли
- 1979 — Путешествие в другой город — Кира, бывшая жена Кириллова
- 1980 — И вечный бой… Из жизни Александра Блока — эпизод
- 1981 — Сильва — княгиня Веллергейм, мать Эдвина
- 1982 — В старых ритмах — женщина-«вамп», контрабандистка бриллиантами
- 1983 — Жизнь Берлиоза (СССР, Франция) — королева Ганновера
- 1986 — Лермонтов — княгиня Нессельроде
- 1991 — Миф о Леониде — Фира Абрамовна
- 1993 — Счастливый неудачник — бабушка Лёвы
- 1993 — Роман императора — мать
- 2001 — Улицы разбитых фонарей 3, серия «Эхо блокады» — Михайловская
- 2007 — Янтарный барон — Марта Изольдовна
- 2008 — Каменская-5 серия «Имя потерпевшего — никто» — Софья Ларионовна Бахметьева
- 2009 — Питерские каникулы
- 2009 — Вербное воскресенье — Павла Кирилловна Головина
- 2011 — Беглецы — Ольга Юрьевна
- 2011 — Я ему верю — Наталья Петровна Тарасова
- 2013 — Лекарство против страха — Зинаида Арнольдовна
- 2013 — Тайны следствия-13 — Ангелина Степановна
- 2017 — Алмазный Эндшпиль — Анна Ольховская
- 2021 — Северный ветер — Вечная Алиса

### Озвучивание
- Друг песни | Laulu sõber (Таллинфильм, 1961) — Айме
- Спасибо за весну / Kārkli pelēkie zied (Рижская киностудия, 1961)
- Цветы календулы (1998) — роль Любови Малиновской
- Привет, бабульник! (2020, мультфильм) — озорная бабуся

### Сочинения
1. Пилецкая Т. Л. Серебряные нити. — СПб.: Специальная литература, 1998. — 159 с. — 3000 экз. — ISBN 5-87685-117-5. — ISBN 978-5-87685-117-8.[11][12]
2. Пилецкая Т. Л. Хрустальные дожди. — СПб.: Балтийские сезоны, 2005. — 222 с. — ISBN 5-902675-14-6.
3. Пилецкая Т. Л. Да, у всех судьбы разные, или Биографические эскизы. — СПб.: СПИКС, 2009. — 235 с. — ISBN 5-7288-0190-0.

## Награды, звания и премии
- Заслуженная артистка РСФСР (4 августа 1977 года) — за заслуги в области советского театрального искусства[13]
- Народная артистка Российской Федерации (22 ноября 1999 года) — за большие заслуги в области искусства[14]
- Орден Почёта (21 мая 2007 года) — за заслуги в области культуры и искусства, многолетнюю плодотворную деятельность[15].
- на XVI Российском кинофестивале «Литература и кино» (Гатчина, апрель 2010 года) отмечена специальной наградой
- Знак «За заслуги перед Санкт-Петербургом» (2013) к 85-летию[16]
- Лауреат высшей театральной премии Санкт-Петербурга «Золотой софит» в номинации «За творческое долголетие» (2013)
- Благодарность Законодательного Собрания Санкт-Петербурга (11 сентября 2013 года) — за выдающиеся личные заслуги в сфере искусства и культуры в Санкт-Петербурге, многолетнюю плодотворную творческую деятельность, а также в связи с 85-летием со дня рождения[17]
- Орден Дружбы (12 июня 2017 года) — за большой вклад в развитие отечественной культуры и искусства, средств массовой информации, многолетнюю плодотворную деятельность[18]
- Премия «Петербург и Петербуржцы» в номинации «Женщина года» (2018)
- Специальная премия «Золотая маска» «За выдающийся вклад в развитие театрального искусства» (2020)[19].
- Диплом им. народной артистки РСФСР Л. А. Лозицкой «За сохранение русской классики на Отечественной сцене» (2020).
- Национальная анимационная премия «Икар» в номинации «Актёр» (2020) за озвучивание мультфильма «Привет, Бабульник!» (2020).
- Благодарственное письмо депутата федерального собрания Государственной думы Российской Федерации (2023).